# بچانی
بچانی (به صربی: Bečanj) یک روستا در صربستان است که در Moravica District واقع شده‌است.
 بچانی ۱۶٫۶۰ کیلومتر مربع مساحت و ۹۲۱ نفر جمعیت دارد و ۲۷۲ متر بالاتر از سطح دریا واقع شده‌است.